# Köln Hauptbahnhof
Köln Hauptbahnhof (magyarul: Kölni főpályaudvar) egyike Németország legnagyobb vasúti pályaudvarainak. Naponta több mint 280 000 utas fordul meg itt. Az állomás 11 vágányos, ebből kettő S-Bahn és kettő U-Bahn vágány. Naponta 1230 vonat indul innen Németország különböző részeibe, továbbá Európa nagyvárosaiba. Az állomás 1859-ben nyílt meg. A német vasútállomáskategória első osztályába tartozik, ebben a kategóriában 20 német főpályaudvar található, jellemzően a legnagyobbak és legfontosabbak.
A pályaudvar a Rajna partján, a Kölni dóm közvetlen közelében található.

## Távolsági járatok
A pályaudvarról számos ICE motorvonat indul Németország nagyvárosaiba, továbbá Thalys járatok Párizs Gare du Nord pályaudvarra.

### Távolsági járatok
| Járat    | Útvonal | Útvonal | Üzemeltető           |
| -------- | --- | --- | -------------------- |
| ICE 10   | Berlin Ost – Hannover – Bielefeld – Hamm (Flügelung) – | Dortmund – Essen – Duisburg – Düsseldorf – Köln Messe/Deutz – Köln/Bonn Flughafen | DB Fernverkehr       |
| ICE 10   | Berlin Ost – Hannover – Bielefeld – Hamm (Flügelung) – | Hagen – Wuppertal – Köln (– Bonn – Koblenz) | DB Fernverkehr       |
| IC 30    | (Westerland –) Hamburg – Bréma – Osnabrück – Münster – Dortmund – Essen – Duisburg – Düsseldorf – Köln – Bonn – Koblenz – Mainz – Mannheim – Heidelberg – Stuttgart als EC ab Mannheim weiter Karlsruhe – Freiburg – Basel – Zürich – / Interlaken Ost                   | (Westerland –) Hamburg – Bréma – Osnabrück – Münster – Dortmund – Essen – Duisburg – Düsseldorf – Köln – Bonn – Koblenz – Mainz – Mannheim – Heidelberg – Stuttgart als EC ab Mannheim weiter Karlsruhe – Freiburg – Basel – Zürich – / Interlaken Ost                   | DB Fernverkehr/SBB   |
| ICE 30   | Hamburg-Altona – Hamburg – Bréma – Osnabrück – Münster – Essen – Duisburg – Düsseldorf – Köln | Hamburg-Altona – Hamburg – Bréma – Osnabrück – Münster – Essen – Duisburg – Düsseldorf – Köln | DB Fernverkehr       |
| ICE 31   | Hamburg-Altona – Hamburg – Bréma – Osnabrück – Münster – Dortmund – Hagen – Wuppertal – Solingen – Köln – Bonn – Koblenz – Mainz – Frankfurt Flughafen – Frankfurt (ab dem 15. Dezember 2019 – Hanau – Würzburg – Nürnberg – Regensburg – Passau) / Ingolstadt – München | Hamburg-Altona – Hamburg – Bréma – Osnabrück – Münster – Dortmund – Hagen – Wuppertal – Solingen – Köln – Bonn – Koblenz – Mainz – Frankfurt Flughafen – Frankfurt (ab dem 15. Dezember 2019 – Hanau – Würzburg – Nürnberg – Regensburg – Passau) / Ingolstadt – München | DB Fernverkehr       |
| IC 31    | Kiel – Hamburg – Bréma – Osnabrück – Münster – Dortmund – Hagen – Wuppertal – Solingen – Köln – Bonn – Koblenz – Mainz – Frankfurt Flughafen – Frankfurt – Hanau – Würzburg – Nürnberg – Regensburg – Passau                                                             | Kiel – Hamburg – Bréma – Osnabrück – Münster – Dortmund – Hagen – Wuppertal – Solingen – Köln – Bonn – Koblenz – Mainz – Frankfurt Flughafen – Frankfurt – Hanau – Würzburg – Nürnberg – Regensburg – Passau                                                             | DB Fernverkehr       |
| IC 32    | Berlin-Südkreuz – Berlin – Berlin-Spandau – Wolfsburg – Hannover – (Bielefeld – Hamm – Dortmund) oder (Münster – Recklinghausen) – Essen – Duisburg – Düsseldorf – Köln – Bonn – Koblenz – Mainz – Mannheim – Heidelberg – Stuttgart – Ulm                               | Berlin-Südkreuz – Berlin – Berlin-Spandau – Wolfsburg – Hannover – (Bielefeld – Hamm – Dortmund) oder (Münster – Recklinghausen) – Essen – Duisburg – Düsseldorf – Köln – Bonn – Koblenz – Mainz – Mannheim – Heidelberg – Stuttgart – Ulm                               | DB Fernverkehr       |
| IC 35    | Norddeich Mole – Emden – Münster – Recklinghausen – Wanne-Eickel – Gelsenkirchen – Oberhausen – Duisburg – Düsseldorf – Köln – Bonn – Koblenz | Norddeich Mole – Emden – Münster – Recklinghausen – Wanne-Eickel – Gelsenkirchen – Oberhausen – Duisburg – Düsseldorf – Köln – Bonn – Koblenz | DB Fernverkehr       |
| IC 37    | Düsseldorf – Köln – Bonn – Remagen – Andernach – Koblenz – Kobern-Gondorf – Treis-Karden – Cochem – Bullay – Wittlich – Schweich – Trier – Wasserbillig – Luxembourg | Düsseldorf – Köln – Bonn – Remagen – Andernach – Koblenz – Kobern-Gondorf – Treis-Karden – Cochem – Bullay – Wittlich – Schweich – Trier – Wasserbillig – Luxembourg | CFL/DB Fernverkehr   |
| ICE 42   | (Hamburg – Bremen –) Münster – Recklinghausen oder Dortmund – Essen – Duisburg – Düsseldorf – Köln – Siegburg/Bonn – Frankfurt Flughafen – Mannheim – Stuttgart – Ulm – Augsburg – München                                                                               | (Hamburg – Bremen –) Münster – Recklinghausen oder Dortmund – Essen – Duisburg – Düsseldorf – Köln – Siegburg/Bonn – Frankfurt Flughafen – Mannheim – Stuttgart – Ulm – Augsburg – München                                                                               | DB Fernverkehr       |
| ICE 43   | (Dortmund – Hagen – Wuppertal –) Köln – Siegburg/Bonn – Frankfurt Flughafen – Mannheim – Karlsruhe – Freiburg – Basel | (Dortmund – Hagen – Wuppertal –) Köln – Siegburg/Bonn – Frankfurt Flughafen – Mannheim – Karlsruhe – Freiburg – Basel | DB Fernverkehr       |
| ICE 45   | Köln – Köln/Bonn Flughafen – Montabaur – Limburg – Wiesbaden – Mainz (– Stuttgart) | Köln – Köln/Bonn Flughafen – Montabaur – Limburg – Wiesbaden – Mainz (– Stuttgart) | DB Fernverkehr       |
| ICE 49   | (Dortmund – Hagen – Wuppertal – Solingen –) Köln – (Köln Messe/Deutz – Köln/Bonn Flughafen –) Siegburg/Bonn – Montabaur – Limburg – Frankfurt Flughafen – Frankfurt | (Dortmund – Hagen – Wuppertal – Solingen –) Köln – (Köln Messe/Deutz – Köln/Bonn Flughafen –) Siegburg/Bonn – Montabaur – Limburg – Frankfurt Flughafen – Frankfurt | DB Fernverkehr       |
| IC 55    | Dresden – Riesa – Leipzig – Halle – Magdeburg – Braunschweig – Hannover – Bielefeld – Hamm – Dortmund – Hagen – Wuppertal – Solingen – Köln | Dresden – Riesa – Leipzig – Halle – Magdeburg – Braunschweig – Hannover – Bielefeld – Hamm – Dortmund – Hagen – Wuppertal – Solingen – Köln | DB Fernverkehr       |
| ICE 78   | Amsterdam – Arnheim – Oberhausen – Duisburg – Düsseldorf – Köln – Frankfurt Flughafen – Frankfurt (/– Basel) | Amsterdam – Arnheim – Oberhausen – Duisburg – Düsseldorf – Köln – Frankfurt Flughafen – Frankfurt (/– Basel) | DB Fernverkehr       |
| ICE 79   | Brüssel – Lüttich – Aachen – Köln – Frankfurt Flughafen – Frankfurt | Brüssel – Lüttich – Aachen – Köln – Frankfurt Flughafen – Frankfurt | DB Fernverkehr       |
| THA 80   | Dortmund – Essen – Duisburg – Düsseldorf Flughafen – Düsseldorf – Köln – Aachen – Lüttich-Guillemins – Bruxelles-Midi/Brussel-Zuid – Paris Nord | Dortmund – Essen – Duisburg – Düsseldorf Flughafen – Düsseldorf – Köln – Aachen – Lüttich-Guillemins – Bruxelles-Midi/Brussel-Zuid – Paris Nord | Thalys               |
| FLX 20   | Hamburg – Osnabrück – Münster – Gelsenkirchen – Essen – Duisburg – Düsseldorf – Köln | Hamburg – Osnabrück – Münster – Gelsenkirchen – Essen – Duisburg – Düsseldorf – Köln | Bahntouristikexpress |
| FLX 30   | Berlin Südkreuz – Berlin – Berlin-Spandau – Wolfsburg – Hannover – Bielefeld – Dortmund – Essen – Duisburg – Düsseldorf – Köln | Berlin Südkreuz – Berlin – Berlin-Spandau – Wolfsburg – Hannover – Bielefeld – Dortmund – Essen – Duisburg – Düsseldorf – Köln | Bahntouristikexpress |
| NJ 40421 | ÖBB Nightjet Düsseldorf – Köln – Bonn – Koblenz – Mainz – Frankfurt Flughafen – Frankfurt Süd – Nürnberg – Regensburg – Passau – Wels – Linz – Amstetten – St. Pölten – Wien Meidling – Wien (Autoreisezuganlage)                                                        | ÖBB Nightjet Düsseldorf – Köln – Bonn – Koblenz – Mainz – Frankfurt Flughafen – Frankfurt Süd – Nürnberg – Regensburg – Passau – Wels – Linz – Amstetten – St. Pölten – Wien Meidling – Wien (Autoreisezuganlage)                                                        | ÖBB Nightjet         |
| NJ 421   | ÖBB Nightjet Düsseldorf – Köln – Bonn – Koblenz – Mainz – Frankfurt Flughafen – Frankfurt Süd – Nürnberg – Augsburg – München – Kufstein – Wörgl – Jenbach – Innsbruck                                                                                                   | ÖBB Nightjet Düsseldorf – Köln – Bonn – Koblenz – Mainz – Frankfurt Flughafen – Frankfurt Süd – Nürnberg – Augsburg – München – Kufstein – Wörgl – Jenbach – Innsbruck                                                                                                   | ÖBB Nightjet         |

### Nemzetközi vonatok
- EC 30 - Chur
- EC 31 - Passau
- EC 32 - Innsbruck
- EC 35 - Luxembourg
- EC 51
- EC 55 - Obersdorf

2016-tól a Deutsche Bahn Kölnből nagysebességű járatokat szeretett volna indítani Londonba a Csatorna-alagúton át. Az új viszonylaton DB 407 sorozatú motorvonatok fognak közlekedni. 2019 végéig azonban a tervből nem lett semmi.

## Tömegközlekedés
| Járat | Útvonal | Ütem                                           |
| ----- | --- | ---------------------------------------------- |
| S 6   | Essen Hbf – Essen Süd – Essen-Stadtwald – Essen-Hügel – Essen-Werden – Kettwig – Kettwig Stausee – Hösel – Ratingen Ost – Düsseldorf-Rath – Düsseldorf-Rath Mitte – Düsseldorf-Derendorf – Düsseldorf Zoo – Düsseldorf Wehrhahn – Düsseldorf Hbf – Düsseldorf Volksgarten – Düsseldorf-Oberbilk – Düsseldorf-Eller Süd – Düsseldorf-Reisholz – Düsseldorf-Benrath – Düsseldorf-Garath – Düsseldorf-Hellerhof – Langenfeld-Berghausen – Langenfeld (Rheinl) – Leverkusen-Rheindorf – Leverkusen-Küppersteg – Leverkusen Mitte – Leverkusen Chempark – Köln-Stammheim – Köln-Mülheim – Köln-Buchforst – Köln Messe/Deutz – Köln Hbf – Köln Hansaring – Köln-Nippes – Köln Geldernstr./Parkgürtel – Köln-Longerich – Köln Volkhovener Weg – Köln-Chorweiler – Köln-Chorweiler Nord – Köln-Blumenberg – Köln-Worringen Nippes-Worringen nur in der HVZ | 20 perc                                        |
| S 11  | D-Flughafen Terminal – D-Unterrath – D-Derendorf – D-Zoo – D-Wehrhahn – Düsseldorf Hbf – D-Friedrichstadt – D-Bilk – D-Völklinger Straße – D-Hamm – NE Rheinparkcenter – NE Am Kaiser – Neuss Hbf – Neuss Süd – Norf – NE-Allerheiligen – Nievenheim – Dormagen – Dormagen-Chempark – Köln-Worringen – K-Blumenberg – K-Chorweiler Nord – K-Chorweiler – K-Volkhovener Weg – K-Longerich – K-Geldernstraße/Parkgürtel – K-Nippes – K-Hansaring – Köln Hbf – K-Messe/Deutz – K-Buchforst – K-Mülheim – K-Holweide – K-Dellbrück – Duckterath – Bergisch Gladbach | 20 perc                                        |
| S 12  | Horrem – Frechen-Königsdorf – Köln-Weiden West – Köln-Lövenich – Köln-Müngersdorf Technologiepark – Köln-Ehrenfeld – Köln Hansaring – Köln Hbf – Köln Messe/Deutz – Köln Trimbornstraße – Köln Airport Businesspark – Köln Steinstraße – Porz (Rhein) – Porz-Wahn – Spich – Troisdorf – Siegburg/Bonn – Hennef (Sieg) – Hennef Im Siegbogen – Blankenberg – Merten (Sieg) – Eitorf – Herchen – Dattenfeld – Schladern (Sieg) – Rosbach (Sieg) – Au (Sieg) Horrem-Ehrenfeld nur in der HVZ | 20 perc (Ehrenfeld–Hennef) 60 perc (Hennef–Au) |
| S 13  | Düren – Merzenich – Buir – Sindorf – Horrem – Frechen-Königsdorf – Köln-Weiden West – Köln-Lövenich – Köln-Müngersdorf Technologiepark – Köln-Ehrenfeld – Köln Hansaring – Köln Hbf – Köln Messe/Deutz – Köln Trimbornstraße – Köln Frankfurter Straße – Köln Bonn/Flughafen – Porz-Wahn – Spich – Troisdorf 1× täglich von/nach Aachen Hbf | 20/40 perc                                     |
| S 19  | Düren – Merzenich – Buir – Sindorf – Horrem – Frechen-Königdorf – Köln-Weiden West – Köln-Lövenich – Köln-Müngersdorf Technologiepark – Köln-Ehrenfeld – Köln Hansaring – Köln Hbf – Köln Messe/Deutz – Köln Trimbornstraße – Köln Frankfurter Straße – Köln Bonn/Flughafen – Porz-Wahn – Spich – Troisdorf – Siegburg/Bonn – Hennef (Sieg) – Hennef Im Siegbogen – Blankenberg (Sieg)* – Merten (Sieg) – Eitorf – Herchen – Dattenfeld (Sieg) – Schladern (Sieg) – Rosbach (Sieg) – Au (Sieg) * Blankenberg nur einzelne Fahrten | 60 perc                                        |

## Vasútvonalak
- Köln–Frankfurt nagysebességű vasútvonal
- West Lower Rhine vasútvonal  S11
- Köln–Aachen nagysebességű vasútvonal  S12
- Rajna-balpart vasútvonal
- Köln–Duisburg-vasútvonal  S6
- Sieg vasútvonal  S12
- Gruiten–Köln-Deutz-vasútvonal